# 巴尔敦希耶尔
巴尔敦希耶尔，是西班牙卡斯蒂利亚-莱昂萨拉曼卡省的一个市镇。 总面积33平方公里，总人口106人（2001年），人口密度3人/平方公里。